# Саранові
Саранові (Acrididae) — родина комах з ряду Прямокрилих. У всьому світі зустрічається більше десяти тисяч видів саранових. Ці ненажерливі комахи вважаються найбільшими шкідниками рослин. У вивчення саранових і накреслення заходів боротьби з ними вагомий внесок зробили українські ентомологи Д. В. Знойко та Ф. К. Лук'янович. Життєвий цикл цих комах вивчав та розробляв засоби захисту від них врожаю український ентомолог С. О. Мокржецький, російський ентомолог К. Е. Ліндеман.

## Опис

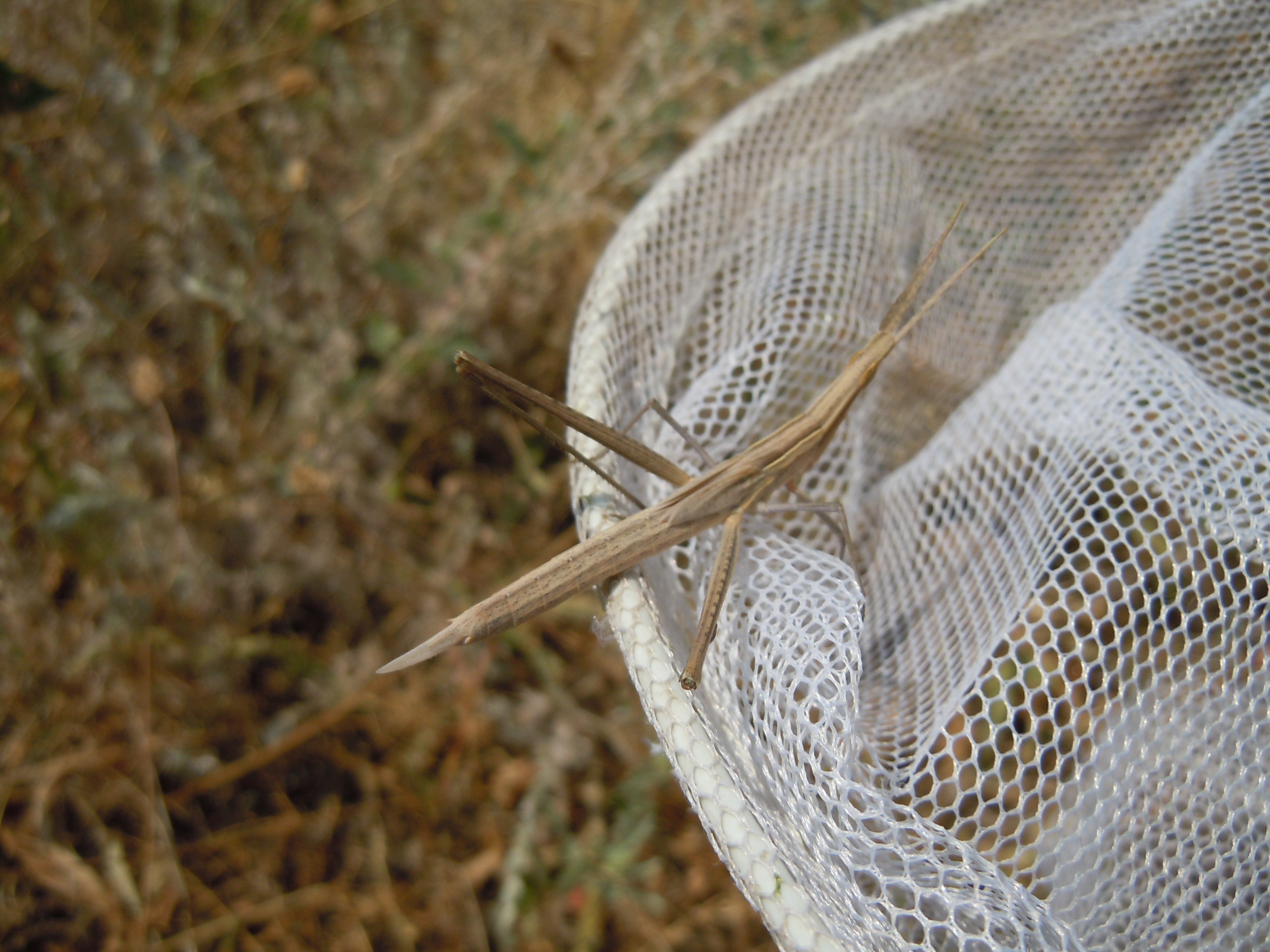
Акрида угорська (Acrida ungarica) з Південної України

Багато видів саранових, що живуть у вологих тропіках, мають застережне забарвлення. Яскраві або контрастні кольори, в які забарвлене їхнє тіло або крила, попереджають про те, що комаха отруйна. У тілі таких саранових є отрута, що накопичується з рослин, якими вони живляться. Якщо доторкнутися до такої комахи, вона виділяє неприємну на смак піну.
Інші види саранових, що не мають «хімічної зброї», зазвичай бувають маскувальних кольорів. Забарвлення комах міняється в залежності від місця існування, тому багато які з них подібні до листя, травинки або камінчика. Деякі центрально-європейські види сарани здатні майже повністю злитися з фоном, який їх оточує, і їх практично неможливо помітити. Якщо таку комаху налякати, вона відразу ж летить геть, а перш ніж приземлитися і знову стати «невидимою», розкриває яскраво-блакитні або червоні крила, що відлякують ворога.

## Класифікація
Родина ділиться на такі підродини:
- Підродина Acridinae
- Підродина Calliptaminae
- Підродина Catantopinae
- Підродина Chondracris
- Підродина Copiocerinae
- Підродина Coptacrinae
- Підродина Cyrtacanthacridinae
- Підродина Egnatiinae
- Підродина Eremogryllinae
- Підродина Euryphyminae
- Підродина Eyprepocnemidinae
- Підродина Gomphocerinae
- Підродина Habrocneminae
- Підродина Hemiacridinae
- Підродина Leptysminae
- Підродина Marelliinae
- Підродина Melanoplinae
- Підродина Oedipodinae
- Підродина Ommatolampinae
- Підродина Oxyinae
- Підродина Pauliniinae
- Підродина Proctolabinae
- Підродина Rhytidochrotinae
- Підродина Spathosterninae
- Підродина Teratodinae
- Підродина Tropidopolinae